# Õ Blésq Blom
Õ Blésq Blom es el quinto álbum de estudio de la banda de rock brasileña Titãs, lanzado el 16 de octubre de 1989 por WEA.

## Historia
Õ Blésq Blom marcó un nuevo cambio en el sonido de los Titãs a finales de los años 80, dejando de lado el sonido "sucio" que la banda había creado hacía tres años y luego abordar sonoridades que se referían a la Tropicalia, el mundo de la música pop y electrónica.
Considerado por periodista musical José Augusto Lemos, entonces redactor jefe de la revista Bizz, como "el vinilo más bien producido que este país haya visto jamás", el álbum tuvo una gran repercusión en la aceptación crítica y buena por el público. A finales de 1990, obtuvo unas ventas de 220.000 copias en la estela de canciones como "Flores", "O Pulso" y "Miséria".
Para ayudar a sonar en la nueva brasilidad, el grupo invitó a compartir el dúo ilustre de los repentes Mauro  (ex estibador y auto-titulado "Rey del Rock") y su esposa Quitéria, que cantó con un poliglotismo de curiosas palabras de mezcla con Inglés, italiano, griego, ruso y japonés. Las suyas son las viñetas de introducción y cierre del disco. Por otra parte, también se crea el nombre extraño del álbum por Mauro y estar "traducido" como "los primeros hombres que caminaron sobre la tierra."
Gran parte del disco se apoya en los teclados y programación electrónica (por ejemplo, "Miséria", "O Pulso" y "Deus e o Diabo", esta última no tener contentos de Marcelo Fromer y Tony Bellotto precisamente la falta de énfasis en la guitarra), pero llegó a contar como rock pop típicamente brasileño ("Flores", "Palavras"), rock pesado en "Medo" y el sonido country de "32 Dentes".

## Temas del álbum
Todas las letras escritas por Titãs,excepto Introdução por Mauro e Quitéria y Vinheta Final por Mauro e Quitéria,por Mauro e Quitéria., toda la música compuesta por Titãs. 
| N.º   | Título                               | Duración |  |
| 1.    | «Introdução por Mauro e Quitéria»    | 0:44     |  |
| 2.    | «Miséria»                            | 4:27     |  |
| 3.    | «Racio Símio»                        | 3:19     |  |
| 4.    | «O Camelo e o Dromedário»            | 5:22     |  |
| 5.    | «Palavras»                           | 2:33     |  |
| 6.    | «Medo»                               | 2:06     |  |
| 7.    | «Natureza Morta»                     | 0:20     |  |
| 8.    | «Flores»                             | 3:27     |  |
| 9.    | «O Pulso»                            | 2:45     |  |
| 10.   | «32 Dentes»                          | 2:30     |  |
| 11.   | «Faculdade»                          | 3:13     |  |
| 12.   | «Deus e o Diabo»                     | 3:27     |  |
| 13.   | «Vinheta Final por Mauro e Quitéria» | 3:25     |  |
| 34:50 |                                      |          |  |

## Personal
- Arnaldo Antunes: voz en 6, 7 y 9, coros
- Branco Mello: voz en 7, 8 y 10, coros
- Charles Gavin: batería y percusión
- Marcelo Fromer: guitarra eléctrica, guitarra acústica en 6 y 10
- Nando Reis: bajo, voz en 3 y 11, coros
- Paulo Miklos: voz en 2, 4 y 12, coros, saxo en 8
- Sérgio Britto: teclados, voz en 2, 5 y 12, coros
- Tony Belotto: guitarra eléctrica, guitarra acústica en 8, guitarra de doce cuerdas en 10

### Invitados
- Liminha: batería electrónica en 2, 11 y 12, guitarra eléctrica en 9 y 12, percusión electrónica en 4, programación de teclados en 2, 9 y 12.
- Mauro e Quitéria: intro y outro, con grabación en Praia de Boa Viagem, Recife, Pernambuco.

- Datos: Q8078896